# 陕西科技大学
陕西科技大学简称陕科大，是中国陕西省西安市的一所公立大学，为中央与地方共建，以地方管理为主的大学，1978年被国务院确定为第一批全国重点大学之一。陕西科技大学连同西安交通大学、西北工业大学等高校，被陕西省委省政府确定为陕西省重点建设的10所高水平大学。学校原隶属于轻工业部（后为中国轻工业总会），1998年划转到陕西省，实行中央与地方共建，地方管理为主的体制。2012年，陕西科技大学由中国轻工总会、中国轻工集团和陕西省政府三方共建，并入选中西部高校基础能力建设工程。
学校现有理学、工学、管理学、文学、医学、法学、经济学、艺术学等8个学科门类，49个本科专业；拥有轻工技术与工程、材料科学与工程2个博士后科研流动站，拥有5个一级学科博士点和11个二级学科博士学位授权点；有14个一级学科硕士点和65个二级学科硕士学位授权点，具有研究生免试推荐权、研究生单独考试权及工程硕士、同等学历硕士学位授予权以及MBA培养中心，目前各类在校学生30 000余人。图书馆建筑面积近3万平方米，藏书210万余册。
目前，陕西科技大学是中国西部地区唯一一所以轻工为特色的重点大学。

## 校史
北京轻工业学院创办于1958年。隶属于轻工业部。1970年北京轻工业学院迁往陕西咸阳与筹建中的咸阳轻工业学院合并，更名为西北轻工业学院。1979年经国务院批准，北京轻工业学院迁回北京原址，咸阳部分继续保留西北轻工业学院。1998年划转到陕西省，实行中央与地方共建，地方管理为主的体制。2002年经教育部批准，更名为陕西科技大学。2005年迁入西安市。

## 院系设置
学校设有轻工科学与工程学院、材料科学与工程学院、环境科学与工程学院、食品与生物工程学院、机电工程学院、电气与控制工程学院、电子信息与人工智能学院、经济与管理学院、化学与化工学院、设计与艺术学院、数学与数据科学学院、文理学院、教育学院（继续教育学院、职业技术学院）、马克思主义学院、阿尔斯特学院和体育部等16个学院（部）。有博士后科研流动站3个，博士学位授权一级学科7个、二级学科33个，硕士学位授权一级学科21个、二级学科91个，硕士专业学位授权类别13个，本科专业63个，涉及工学、理学、管理学、文学、经济学、法学、医学、艺术学、教育学、农学等10大学科门类。